# Ladislav Beneš (teolog)
Ladislav Beneš (* 19. června 1962 Pardubice) je český evangelický teolog, duchovní Českobratrské církve evangelické a vysokoškolský pedagog.

## Život
Narodil se 19. 6. 1962 v Pardubicích. Po maturitě na Střední uměleckoprůmyslové škole v Praze absolvoval studium na Komenského evangelické bohoslovecké fakultě (1981–1987) a roční studijní pobyt v Halle nad Sálou. Po vojenské službě (1987–1989) působil jako vikář Českobratrské církve evangelické v Zádveřicích a Pečkách. Obhájil disertační práci Kázání na Starý zákon ve 20. století (1995). V roce 1996 byl povolán jako odborný asistent na Katedru praktické teologie ETF UK. V současnosti přednáší teologii diakonie a pastýřskou péči jako odborný asistent na katedře praktické teologie Evangelické teologické fakulty Univerzity Karlovy v Praze. Od roku 2010 je proděkanem pro studijní záležitosti. Po dlouhá léta se podílí na práci Poradního odboru liturgického a Poradního odboru ekumenického ČCE. Je předseda správní rady Nadačního fondu ThDr. Čeňka Duška a místopředseda správní rady Nadačního fondu Věry Třebické – Řivnáčové.

## Dílo
Během studia byl ovlivněn jednak biblickými obory a systematikou, jednak praktickou teologií v podání Josefa Smolíka a Pavla Filipiho, u kterých se tyto dílčí obory dobře kloubily s důrazy na církevní a ekumenickou teorii i praxi. Ve své disertační práci Kázání na Starý zákon, obhájené r. 1995, se věnoval homiletickým přístupům s ohledem na možnost a koncepty kázání na starozákonní texty v křesťanské církvi. V oblasti dalších prakticko-teologických disciplín se věnuje především katechetice a poimenice. Obě disciplíny ukotvuje v biblicko-teologické tradici a usiluje o jejich propojení s obory jako pedagogika, psychologie či sociologie.
Kontinuálně se zabývá otázkami pastorální teologie, existencí církve v diaspoře a speciální pastorací mimo klasickou sborovou praxi, především kaplanskou službou ve zdravotnictví. V roce 2007–2008 se podílel na přípravě pilotního kurzu Nemocniční kaplan. V posledních letech se intenzivně zabývá propojením teologie se sociální prací. V navázání na prof. Filipiho se věnuje bádání a výuce v oblasti diakonické existence církve, historickému i současnému kontextu diakonické práce. Prakticko-teologické disciplíny pěstuje důsledně v ekumenické perspektivě.